# Cathedral (группа)
Cathedral — дум- и стоунер-метал-группа из Ковентри, Англия, основанная в 1989 году. Группа Cathedral, начав играть на рубеже 80-90-х гг. более медленный и тяжёлый дум-метал, является одной из основательниц стоунер-метала. Их дебютный альбом 1991 года Forest of Equilibrium считается классикой данного стиля. Однако впоследствии группа изменила свой стиль, исполняя более быстрый стоунер-метал.

## История
Группа была образована в 1989 году бывшим вокалистом группы Napalm Death Ли Доррианом, Марком «Гриффом» Гриффитсом (Mark 'Griff' Griffiths) и Гарри Газом Дженнингсом (Garry 'Gaz' Jennings) из трэш-метал-группы Acid Reign.
В начале они играли очень тяжёлый и медленный дум-метал, записывая музыку на независимом лейбле Earache Records. Затем, когда Cathedral подписал контракт с Columbia Records в 1992 году, группа стала использовать в звучании элементы прогрессив-рока. Однако контракт с Columbia Records был расторгнут в 1994 году и группа продолжила записываться на Earache Records.
В 1989 году Ли Дорриан покинул Napalm Death так как, по его словам, ему не нравилась музыка в стиле дэт-метал, которую играла его бывшая группа. Группа Cathedral была образована после того, как Дорриан и Гриффитс, встретившись, выяснили, что им нравятся те же самые группы, типа Candlemass, Dream Death, Pentagram, Trouble и Witchfinder General.
На стиль группы огромное влияние оказало творчество апологетов хеви-метала группы Black Sabbath, что особенно ярко проявляется в музыке Cathedral в середине 90-х гг. В тот период группу Cathedral можно охарактеризовать как «осовремененный Блэк Саббат». Позже они отошли от этого, смешивая в своей музыке разные современные стили хеви-метала.
Из первоначальных участников группы в нынешнем составе есть только Lee Dorrian и гитарист Garry 'Gaz' Jennings, который однако на недолгое время покидал группу на раннем этапе её существования.
Фронтмен Cathedral Ли Дориан заявил, что 2012 год станет для группы последним, но обещал, что перед распадом они выпустят ещё один альбом. Альбом получил названин The Last Spire.

## Состав

### Текущий состав
- Lee Dorrian — вокал
- Garry «Gaz» Jennings — гитара, бас, меллотрон, клавишные, бэк-вокал, ударные
- Leo Smee — бас, (мелотрон, флейта, синтезатор) (студия)
- Brian Dixon — ударные

### Бывшие участники
- Mark Griffiths — бас
- Adam Lehan — гитара
- Ben Mochrie — ударные
- Mike Smail — ударные
- Mark Ramsey Wharton — ударные, духовые
- Scott Carlson — бас
- Victor Griffin — гитара
- Joe Hasselvander — ударные
- Barry Stern — ударные
- Dave Hornyak — ударные

## Дискография

### Демо
- In Memoriam (1990)
- Demo # 2 -Forest of Equilibrium sessions (1991)

### Студийные альбомы
- Forest of Equilibrium CD/LP (1991 Earache Records)
- The Ethereal Mirror CD/LP (1993 Earache Records)
- The Carnival Bizarre CD/2x10" (1995 Earache Records)
- Supernatural Birth Machine CD (1996 Earache Records)
- Caravan Beyond Redemption CD (1999 Earache Records)
- Endtyme CD (2001 Earache Records)
- The VIIth Coming CD/2xLP (2002 Spitfire Records)
- The Garden of Unearthly Delights CD/2xLP (2006 Nuclear Blast Records)
- The Guessing Game (2010)
- The Last Spire (2013)

### Синглы и EP
- Soul Sacrifice (1992 Earache Records)
- Grim Luxuria (1993 Earache Records)
- Midnight Mountain (1993 Earache Records)
- Ride (1993 Earache Records)
- Twylight Songs (1993 Earache Records)
- Cosmic Requiem (1994 Earache Records)
- In Memoriam (1994 Earache Records)
- Statik Majik (1994 Earache Records)
- Hopkins (The Witchfinder General) (1996 Earache Records)
- Gargoylian (2001 Southern Lord Records)
- A New Ice Age (2011)

### Концертные альбомы
- Anniversary (2011)

### DVD
- Our God Has Landed (2001 Earache Records)

### Другие релизы
- In Memoriam CD (2000 The Music Cartel)
- Statik Majik/Soul Sacrifice CD (1999 Earache Records)
- Our God Has Landed DVD (2001 Earache Records)
- The Serpent’s Gold 2xCD (2004 Earache Records